# Kevin Gallacher
Kevin William Gallacher (Clydebank, 23 november 1966) is een voormalig Schots profvoetballer die doorgaans speelde als aanvaller. Hij beëindigde zijn carrière in 2002 bij Huddersfield Town. Met Blackburn Rovers won hij in 1995 de Engelse landstitel.

## Interlandcarrière
Gallacher speelde 53 officiële interlands (negen goals) voor het Schots voetbalelftal. Onder leiding van bondscoach Andy Roxburgh maakte hij zijn debuut op 17 mei 1988 in de vriendschappelijke wedstrijd tegen Colombia (0-0). Hij moest in dat duel na 67 minuten plaatsmaken voor collega-debutant Andy Walker. Zijn eerste interlandtreffer scoorde hij op 19 mei 1993 in de WK-kwalificatiewedstrijd tegen Estland (0-3).

## Erelijst
- Blackburn Rovers

Premier League: 1 (1995)